# Diddy Kong
Diddy Kong is een personage uit de Donkey Kong-videospellen. Hij woont op Donkey Kong Island in de Kongo Jungle, en is gemakkelijk te herkennen aan zijn rode pet, waar een Nintendo-logo op staat, en zijn rode shirt met twee sterren. Hij is Donkey Kongs vriend en hulpje. Hij trad op in de Mario-reeks vanaf 2003 (Hij zat in de Donkey Kong-reeks vanaf 1994)

## 1994-1997
In het eerste spel waarin Diddy verscheen, Donkey Kong Country, was Diddy fan van Donkey Kong en wilde hij net zo'n grote en sterke videogameheld worden als hij. Om Diddy een plezier te doen, liet Donkey Kong hem 's nachts zijn bananen bewaken. Maar ze hadden niet verwacht dat King K. Rools Kremling Krew hen zou belegeren diezelfde nacht. Zo werden al Donkey Kongs bananen gestolen en werd Diddy opgesloten in een ton. Nadat Diddy bevrijd werd, legde hij de situatie uit aan Donkey Kong, die erg van streek was, maar Diddy niets kwalijk nam. Hij en Diddy gingen op avontuur op DK Island om zo alle bananen terug te krijgen. Diddy's tweede verschijning was in het Game Boy-spel Donkey Kong Land. In dit spel daagde Cranky Kong DK en Diddy uit door te zeggen dat ze alle bananen nooit zouden terug krijgen op een 8 bit-systeem, dus trokken ze er nogmaals op uit om de klus te klaren.
Het was, tot het in 1995 verschenen spel Donkey Kong Country 2: Diddy's Kong Quest, nog niet eerder voorgekomen dat Diddy Kong de hoofdrol in een spel had. Donkey Kong werd ontvoerd door K. Rool en meegenomen naar de Kremling thuisbasis op Crocodile Isle. Diddy ging opnieuw op avontuur maar ditmaal met een nieuwe partner, Dixie Kong, om zo zijn grote vriend te redden. Voor dit spel werd het uiterlijk van Diddy Kong geüpdatet. Hij kreeg nu het sterrenpatroon op zijn shirt, een beter uitziende vacht, neusgaten en zelfs een navel. Op het einde van het spel, was Diddy dan eindelijk een volwaardige videogameheld. Hierop werd in 1996 voor de Game Boy het spel Donkey Kong Land 2 uitgebracht. Het spel heeft over het algemeen dezelfde plot als Donkey Kong Country 2: Diddy's Kong Quest.
Toen Donkey Kong Country 3: Dixie Kong's Double Trouble! twee maanden later uitkwam, was Diddy voor de eerste keer (in de Donkey Kong Country-series) niet speelbaar. In plaats daarvan ging het verhaal over hem en Donkey Kong die waren verdwenen terwijl ze op vakantie waren in Northern Kremisphere. Daarna verscheen een leger van Kremlings op bevel van een neppe nieuwe leider, de cyborg KAOS. Dixie en haar neefje Kiddy Kong gingen op avontuur om DK en Diddy terug te vinden. Uiteindelijk blijkt dat K. Rool achter de schermen dingen aan het manipuleren was, aangezien KAOS werd gevoed met de hersenkrachten van Diddy en Donkey Kong (die in het mechanische monster zaten). In, het in 1997 verschenen Donkey Kong Land III kwam Diddy niet eens voor, ondanks dat hij deel van de verhaallijn was. Hij en Donkey Kong waren vertrokken naar een voorheen niet ontdekt gebied van Northern Kremisphere om zo de Lost World te gaan zoeken. Dixie besloot, in haar boosheid dat ze niet was meegevraagd, haar krachten te bundelen met Kiddy en het zelf te gaan zoeken. Natuurlijk kwamen K. Rool en de Kremlings ook weer terug, en ondanks dat KAOS opnieuw verscheen, werd hij niet aangedreven door Diddy of Donkey Kong.

## 1997-2000
Twee maanden later maakte Diddy zijn debuut op de Nintendo 64, en kreeg hij zijn eerste spel zonder dat een ander lid van de Kong-familie in het spel zat. Diddy Kong Racing tilde het racespellengenre naar een hoger niveau doordat gocarts, vliegtuigen en hovercrafts allemaal beschikbaar waren als voertuigen. In plaats van een typische racegame zoals Mario Kart, was Diddy Kong Racing een "race-avontuur", een mix tussen Mario Kart en Super Mario 64. Diddy Kong Racing het eerste zelfontwikkelde spel door Rare, en zorgde voor de eerste verschijning van Banjo, Tiptup (die later terug te zien was in Banjo-Kazooie) en Conker (die overstapte van Diddy Kong Racing naar het meer volwassen Conker's Bad Fur Day en Conker: Live & Reloaded voor de X-box). Diddy's vriend Timber stuurt hem een brief waarin hij voorstelt het eiland te bevrijden, en Diddy beantwoordt deze. Diddy Kong Racing brak records toen het spel voor het eerst uit kwam, aangezien het spel de meeste reserveringen had voor welk spel dan ook tot dan toe.
Twee jaar later verscheen Diddy in Donkey Kong 64; in het begin van het spel wordt hij gevangengenomen door K. Rool, maar wanneer hij wordt gered wordt hij een speelbaar personage. Samen met Donkey Kong, Dixies kleine zus Tiny Kong, Kiddy Kongs oudere broer Chunky Kong en achterneef Lanky Kong, gaan ze op pad om zo K. Rool te stoppen, aangezien hij DK Island wil opblazen met zijn nieuwe mechanische Crocodile Isle en de Blast O'Matic-laser. In tegenstelling tot de Donkey Kong Country-spellen, was dit een volledig 3D-avontuur in navolging van Super Mario 64, en het was het eerste N64-spel waarbij de speler het N64 Expansion Pak nodig had om te spelen. In dit spel was Diddy's kleur rood en zijn speciale aanval was om te vliegen met een jetpack terwijl hij pinda's afvuurde.
Een overzetting van Donkey Kong Country kam een jaar later uit voor de Game Boy Color. In deze versie kon men onder andere gebruikmaken van de Game Boy Printer, er waren extra mini-games, en een geheel nieuw level in de Chimp Caverns genaamd Necky's Nutmare. Na Donkey Kong Country op de Game Boy Color was Diddy Kong voor ongeveer drie jaar niet meer in een videospel te bekennen.

## 2003-heden
Diddy keerde in 2003 terug in de Game Boy Advance overzetting van Donkey Kong Country. Dit is een opgepoetste versie van het originele spel. Het spel had een nieuwe plattegrond en nieuwe speelmodus zoals DK Attack en de Hero Mode, waarbij de speler het spel moest uitspelen door alleen Diddy te gebruiken.
Diddy's debuut in een Mario en een GameCube-spel was in Mario Golf: Toadstool Tour. Dit was ook de eerste keer dat hij verscheen in een niet-Rareware-spel (het bedrijf werd gekocht door Microsoft in 2002). Zijn uiterlijk werd weer aangepast, waarbij Diddy nu vijf vingers en tenen kreeg in plaats van vier.
Hij verscheen ook weer in een kartracespel namelijk Mario Kart: Double Dash!!, waarin hij samen met Donkey Kong reed en een grote banaan gebruikte als speciaal item.
In 2004 werd het eerste Donkey Kong-spel los van Rare met Donkey Country-stijlpersonages uitgebracht. Namco's Donkey Konga is een GameCube-muziekspel dat werd verkocht samen met de DK Bongo-controller. De controller werd gebruikt om mee te spelen op de ritmes van covers van bekende nummers (inclusief Nintendo-videogamemuziek). Diddy verscheen samen met Donkey Kong en andere bekende DKC-franchisepersonages. Hij zou dat jaar ook zijn gezicht laten zien in Mario Power Tennis, waarin hij een speciaal jetpack had waarmee over de baan kon vliegen. Ook verscheen hij dit jaar nog in de Game Boy Advance-overzetting van Donkey Kong Country 2, waarin ook nieuwe minigames te spelen waren.
In het jaar 2005 was Diddy te zien in de opvolger van Donkey Konga, Donkey Konga 2, waarin hij dezelfde rol had als in Donkey Konga. Toen was hij ook nog een sub-captain in Mario Superstar Baseball (zijn grootste rol in een Mario game tot nu toe). Hij was vooral een snelle speler met goede verdedigingsvaardigheden. Ook had hij een prominente rol in DK King of Swing en maakte ook zijn opwachting in GBA-overzetting van Donkey Kong Country 3.
In 2006, was Diddy een speelbaar personage in Mario Hoops 3-on-3 voor de Nintendo DS.
In 2007 kwam er een overzetting van Diddy Kong Racing voor de DS, gebaseerd op de N64-titel die dezelfde naam draagt. Deze keer waren zowel Dixie Kong als Tiny Kong speelbare personages naast Diddy. Taj, Wizpig en T.T. waren ook nieuwe personages in deze versie, maar deze moeten wel worden vrijgespeeld. Diddy maakte later zijn Wii-debuut in Mario Strikers Charged, waarin hij opnieuw een grote rol als teamkapitein speelde naast alle andere Mario-personages. Hij verscheen als een niet-bespeelbaar personage in Mario Party DS.
Diddy Kong verscheen ook in zowel Donkey Kong Barrel Blast als DK Jungle Climber als een speelbaar personage. Hij verscheen ook in Super Smash Bros. Brawl, waarin sommige van zijn aanvallen zijn gebaseerd op zijn aanvallen in Donkey Kong 64, zoals de Peanut Popguns en de Rocketbarrel Boost. In de Adventure Mode van het spel, Subspace Emissary, werkt Diddy Kong samen met Donkey Kong om zo een gestolen bananenstapel terug te krijgen. Als ze de stapel uiteindelijk vinden, komen ze Bowser tegen, die Donkey Kong in een trofee verandert, maar niet voordat Donkey Kong Diddy nog snel uit de weg slaat. Hierna werkt Diddy Kong samen met Fox McCloud tegen een Rayquaza, en later met Falco Lombardi. Zijn aanvallen waren Peanut Popgun, waar hij pinda's afvuurt, Monkey Flip, waar hij de tegenstander bespringt en aanvalt, Rocketbarrel Boost, een jetpack en de Banana Peel, waar hij een bananenschil op de grond gooit. Zijn Final Smash was Rocketbarrel Barrage, een combinatie tussen de Peanut Popgun en de Rocketbarrel Boost.
In 2008 wordt Diddy Kong ook opgenomen als bespeelbaar personage in de Wii-spellen Super Smash Bros. Brawl, Mario Kart Wii en Mario Super Sluggers.
Diddy keerde ook terug als speelbaar personage in Mario Sports Mix, Donkey Kong Country Returns, Fortune Street en Mario Tennis Open. Hij verschijnt ook in Mario Party 9, maar niet als een bespeelbaar personage. Op de Nintendo Switch is hij een van de bespeelbare personages in Donkey Kong Country: Tropical Freeze.
Lijst van Donkey Kong-spellen